# 제25회 영국 아카데미 영화상
제25회 영국 아카데미 영화상은 1971년의 최고의 영화를 기리기 위해 1972년에 열린 시상식이다.

## 수상

### 작품상
- 사랑의 여로 수상

### 데이빗 린 상
- 사랑의 여로 - 존 슐레진저 수상

### 칼 포먼 상
- 사랑의 메신저 - 도미닉 가드 수상

### 남우주연상
- 사랑의 여로 - 피터 핀치 수상

### 여우주연상
- 사랑의 여로 - 글렌다 잭슨 수상

### 남우조연상
- 사랑의 메신저 - 에드워드 폭스 수상

### 여우조연상
- 사랑의 메신저 - 마가렛 라이튼 수상

### 각본상
- 사랑의 메신저 - 해롤드 핀터 수상

### 편집상
- 사랑의 여로 - 리처드 마든 수상

### 촬영상
- 베니스의 죽음 - Pasqualino De Santis 수상

### 음향상
- 베니스의 죽음 - Vittorio Trentino 수상

### 의상상
- 베니스의 죽음 - Piero Tosi 수상

### 미술상
- 베니스의 죽음 - 페르디난도 스카피오티 수상

### 단편영화작품상
- ALASKA: THE GREAT LAND - Derek Williams 수상

### 안소니 아스퀴스상
- 42년의 여름 - 미셀 르그랑 수상

### UN상
- 알제리 전투 수상

### 특별상
- THE SAVAGE VOYAGE - Eric Marquis 수상

## 같이 보기
- 제44회 아카데미상
- 제24회 미국 감독 조합상
- 제29회 골든 글로브상
- 제24회 미국 작가 조합상